# Reprezentacja Szwecji U-19 w piłce nożnej mężczyzn
Reprezentacja Szwecji U-19 w piłce nożnej - juniorska reprezentacja Szwecji, sterowana przez Szwedzki Związek Piłki Nożnej. Jest powoływana przez selekcjonera, w niej występować mogą wyłącznie zawodnicy posiadający obywatelstwo szwedzkie i którzy w momencie przeprowadzania imprezy docelowej (finałów Mistrzostw Europy) nie przekroczyli 19 roku życia.

## Występy w ME U-19
- 2002: Nie zakwalifikowała się
- 2003: Nie zakwalifikowała się
- 2004: Nie zakwalifikowała się
- 2005: Nie zakwalifikowała się
- 2006: Nie zakwalifikowała się
- 2007: Nie zakwalifikowała się
- 2008: Nie zakwalifikowała się
- 2009: Nie zakwalifikowała się
- 2010: Nie zakwalifikowała się
- 2011: Nie zakwalifikowała się
- 2012: Nie zakwalifikowała się
- 2013: Nie zakwalifikowała się